# El Astronauta (Valdemoro)

El Astronauta es una escultura creada por el escultor gallego Francisco Leiro en el año 2001. Se encuentra ubicada en la Glorieta del Universo, una rotonda situada en el municipio de Valdemoro, al sur de la Comunidad de Madrid (España). La obra forma parte del conjunto de intervenciones artísticas en el espacio público promovidas por el Ayuntamiento de Valdemoro a comienzos del siglo XXI, con el objetivo de dotar de identidad cultural y visual a nuevas zonas urbanizadas del municipio.
La escultura representa a un astronauta con escafandra, en una postura hierática y de gran verticalidad, característica del estilo de Leiro. El personaje, de proporciones monumentales, alcanza los 4 metros de altura y fue construido con un peso total de 2.600 kilos de acero inoxidable colado. La fundición de la obra fue realizada por la empresa Fundición Capa, especializada en escultura artística, ubicada en el municipio madrileño de Arganda del Rey.
La elección de un astronauta como motivo escultórico en la Glorieta del Universo no es casual: hace alusión al espíritu explorador del ser humano y a los avances científicos y tecnológicos contemporáneos, en consonancia con el nombre del lugar. La obra destaca por su acabado metálico brillante, que refleja la luz y resalta su presencia en el entorno urbano.